# Aša’mani (Točak vremena)
Aša'mani su društvo u izmišljenom svetu Roberta Džordana, svetu Točka vremena.
Na kraju knjige Nebeski Oganj, Rand al'Tor je proglasio amnestiju za sve muškarce koji mogu da usmeravaju. Zabranio je da se ubijaju, proteruju, love, ili da trpe bilo kakvo nasilje koje je nad njima često vršeno. Cilj ovog njegovog poteza je okupljanje sile muških usmerivača oko njega, kako bi se stvorila ravnoteža između muških i ženskih Aes Sedai. Mazrim Taim, bivši Lažni Zmaj bio je prvi koji se odazvao pozivu, i počeo je smnesta da regrutuje Aša'mane. Reč Aša'man na Starom jeziku znači "Čuvar(i)", ali sa izvesnom konotacijom časti i poštovanja.
Aša'mani imaju nivoe obuke koji su preslikani od onih koje koriste Aes Sedai. Osnovni nivo obuke je vojnik, pandan polaznicama u Beloj Kuli. Drugi nivo je Posvećeni, nivo koji je istog ranga kao Prihvaćena u Kuli. Konačno, posle prva dva nivoa obuke, jedan muški usmerivač se može uneprediti u Aša'mana, koji je ravan rangu Aes Sedai. Ipak, trening Aša'mana je umnogome različit. Vojnici i Posvećeni se uče mačevanju, brojnim snažnim odbrambenim Tkanjima, kao i Lečenju. Muški usmerivači su generalno snažniji od ženskih, i dok se polaznicama u Kuli strogo zabranjava da usmeravaju i uče samo najprostija Tkanja, vojnici i Posvećeni usmeravaju da bi izvršili i najteže zadatke, tako da uče brzo.
Pre Čišćenja saidina, Aša'mani su često ludeli, tako da se taj problem rešavao sa malo otrova u vinu. Rečeno je da je želja za zaštitom od Prokletsva saidina, iskušala neke Aša'mane da postanu Prijatelji Mraka. Ipak, sada kada je saidin čist, trebalo bi da bude manje iskušenja. Čišpćenje saidina je takođe označilo i kraj Crvenog Ađaha. Glavna svrha ovog Ađaha je bila da pronađe i smiri muške usmerivače, kako ne bi poludeli i na kraju umrli, ali pošto je saidin sada čist, nijedan muški usmerivač neće poludeti, tako da njihovo smirivanje više neće biti potrebno.